# Ogólnoindyjski Kongres Związków Zawodowych
Ogólnoindyjski Kongres Związków Zawodowych (ang. All India Trade Union Congress, AITUC) – jest najstarszą federacją związków zawodowych w Indiach. Według statystyk Ministerstwa Pracy, AITUC w 2013 liczyła 14,2 mln członków. 
Należy do Światowej Federacji Związków Zawodowych (WFTU). 

## Historia
Organizacja została założona przez niepodległościowy Indyjski Kongres Narodowy (INC), co oficjalnie nastąpiło podczas kongresu 31 października 1920 w Bombaju. Był to pierwszy związek zawodowy powstały w Indiach. Jej pierwszym prezesem został Lala Lajpat Rai.  
AITUC była jedną z 10 organizacji związkowych, które odpowiadały za zorganizowanie 26 listopada 2020 strajku generalnego w Indiach. Był to prawdopodobnie największym w historii ludzkości strajk, biorąc pod uwagę ilość uczestników, których liczbę oszacowano na ponad 250 000 000.    

## Charakterystyka
AITUC zrzesza związki zawodowe przemysłu tekstylnego, inżynieryjnego, węglowego, stalowego, transportu drogowego, zarządu energetycznego oraz z sektora niezrzeszonego, takiego jak beedi, budownictwo, anganwadi, organy lokalne i tkactwo ręczne. W ramach AITUC  działą również związków zawodowych pracowników rolnictwa. 
AITUC jest ściśle powiązana z Komunistyczną Partią Indii (CPI). Organem zarządzającym kieruje prezydent krajowy Ramendr Kumar i sekretarz generalna Amarjeet Kaur, oboje związani z CPI. 